# الیور تیلور (ورزشکار)
الیور تیلور (انگلیسی: Oliver Taylor؛ زادهٔ ۲۵ دسامبر ۱۹۳۷) ورزشکار بوکس اهل استرالیا است.
وی در مسابقات کشوری و بین‌المللی در مجموع برندهٔ ۱ مدال نقره، ۱ مدال برنز شده‌است.